# Liste der Fahnenträger der omanischen Mannschaften bei Olympischen Spielen
Die Liste der Fahnenträger der omanischen Mannschaften bei Olympischen Spielen listet chronologisch alle Fahnenträger omanischer Mannschaften bei den Eröffnungsfeiern Olympischer Spiele auf.

## Liste der Fahnenträger
| Mannschaft             | Veranstaltung | Fahnenträger (EF)                | Fahnenträger (AF)              |
| ---------------------- | ------------- | -------------------------------- | ------------------------------ |
| 1984 in Los Angeles    | Sommerspiele  | Mohamed al-Busaidi (Offizieller) |                                |
| 1988 in Seoul          | Sommerspiele  | Abdul Latif al-Bulushi           |                                |
| 1992 in Barcelona      | Sommerspiele  |                                  |                                |
| 1996 in Atlanta        | Sommerspiele  | Khalifa al-Khatry                |                                |
| 2000 in Sydney         | Sommerspiele  | Mohamed al-Malky                 |                                |
| 2004 in Athen          | Sommerspiele  | Hamoud Abdallah al-Dalhami       | Volunteer                      |
| 2008 in Peking         | Sommerspiele  | Dadallah al-Bulushi              | Mansoor al-Tauqi (Offizieller) |
| 2012 in London         | Sommerspiele  | Ahmed al-Hatmi                   | Volunteer                      |
| 2016 in Rio de Janeiro | Sommerspiele  | Hamed al-Khatri                  | Volunteer                      |
| 2020 in Tokio          | Sommerspiele  | Issa Al-Adawi                    | Volunteer                      |
| 2024 in Paris          | Sommerspiele  | Mazoon al-Alawi                  | Volunteer                      |
| 2024 in Paris          | Sommerspiele  | Ali Anwar Ali al-Balushi         | Volunteer                      |

Anmerkung: (EF) = Eröffnungsfeier, (AF) = Abschlussfeier

## Statistik
| Rang    | Sportart       | EF | AF | ∑  |
| ------- | -------------- | -- | -- | -- |
| 1       | Schießen       | 5  | 0  | 5  |
| 1       | Volunteer      | 0  | 5  | 5  |
| 3       | Leichtathletik | 4  | 0  | 4  |
| 4       | Offizieller    | 1  | 1  | 2  |
| 5       | Schwimmen      | 1  | 0  | 1  |
| Gesamt: | Gesamt:        | 11 | 6  | 17 |

| Rang                   | Sportart | EF | AF | ∑ |
| ---------------------- | -------- | -- | -- | - |
| bisher keine Teilnahme |          |    |    |   |
| Gesamt:                | Gesamt:  | 0  | 0  | 0 |

| Rang    | Sportart       | EF | AF | ∑  |
| ------- | -------------- | -- | -- | -- |
| 1       | Schießen       | 5  | 0  | 5  |
| 1       | Volunteer      | 0  | 5  | 5  |
| 3       | Leichtathletik | 4  | 0  | 4  |
| 4       | Offizieller    | 1  | 1  | 2  |
| 5       | Schwimmen      | 1  | 0  | 1  |
| Gesamt: | Gesamt:        | 11 | 6  | 17 |